# Janusz Mück

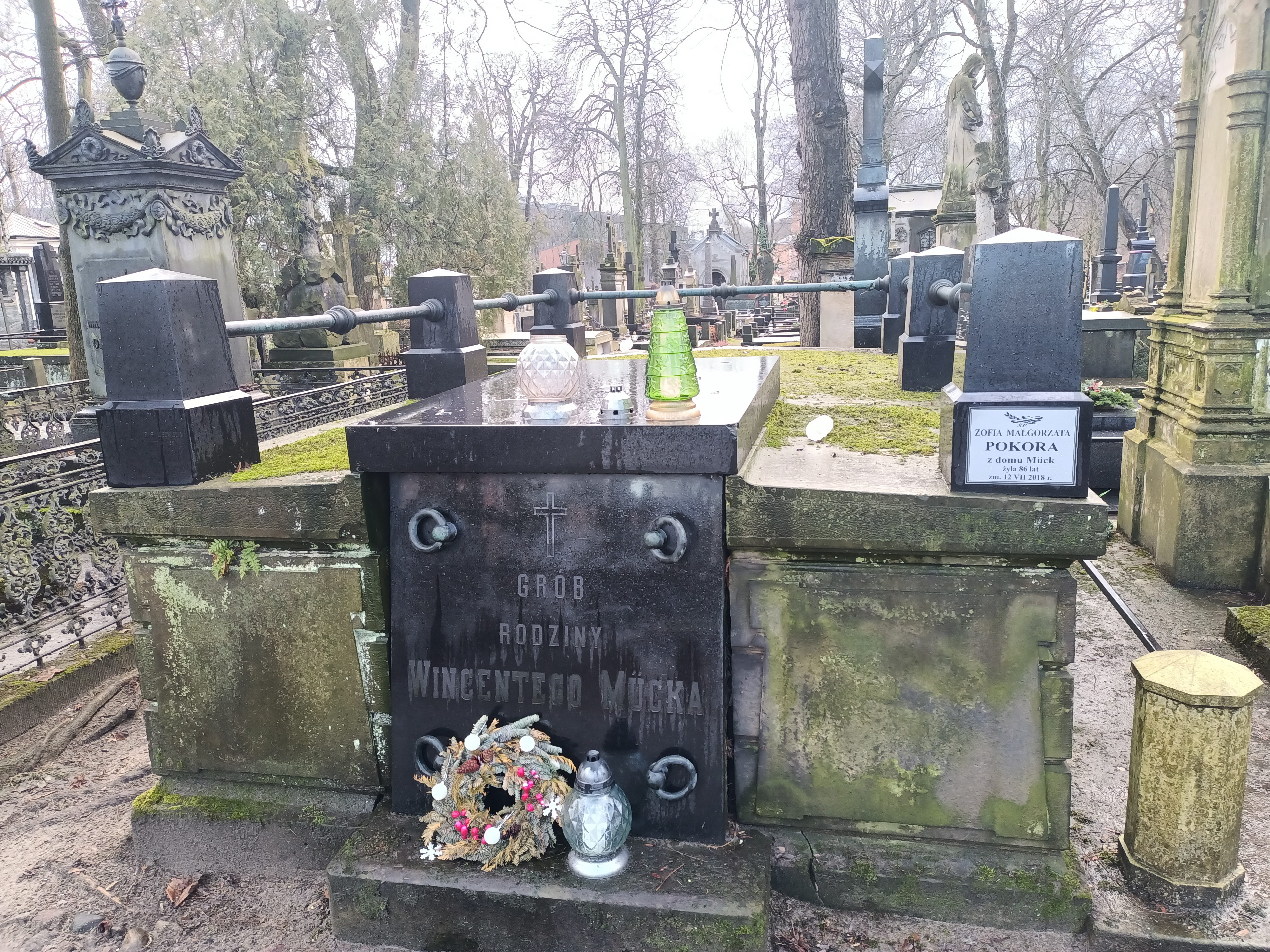
Grób Janusza Mucka na Cmentarzu Powązkowskim w Warszawie

Janusz Wincenty Mück (14 stycznia 1896 w Warszawie, zm.10 grudnia 1969 tamże) – polski piłkarz występujący na pozycji pomocnika, hokeista, reprezentujący Polonię Warszawa. Był uczestnikiem pierwszego w historii meczu przeciwko Koronie Warszawa. W 1913 kupił w Łodzi czarne koszulki będące obecnie symbolem drużyny. W 1921 zdobył z drużyną wicemistrzostwo kraju. W 1968 został uhonorowany tytułem członka honorowego Polonii. Został pochowany na Cmentarzu Powązkowskim kwatera 24, rząd 3, grób 1,2,3.